# كأس سلوفينيا 2010–11
كأس سلوفينيا 2010–11 هو موسم من كأس سلوفينيا. كان عدد الأندية المشاركة فيه 28، وفاز فيه نادي دومجاله.